# Tour de France 2006/6. Etappe
Die 6. Etappe der Tour de France 2006 führte die verbliebenen 171 Fahrer am 7. Juli über 189 km von Lisieux nach Vitré.
Die Etappe durch die Normandie und die Bretagne begann recht unruhig mit vielen Ausreißversuchen. Benoît Vaugrenard konnte durch einen Sieg und der dazugehörigen Zeitgutschrift beim ersten Zwischensprint das Weiße Trikot des besten Nachwuchsfahrers von Markus Fothen zurückerobern. Jedoch scheiterten dieser und auch weitere Ausreißversuche frühzeitig. Zwischenzeitlich gehörten sogar der Gesamtführende Tom Boonen und sein Konkurrent Thor Hushovd zu einer 17-köpfigen Spitzengruppe, aus der sich bei km 73 Florent Brard, Magnus Bäckstedt und Anthony Geslin entscheidend absetzen konnten. Die restlichen 14 Fahrer wurden wieder vom Hauptfeld aufgefahren. Aber auch der maximale Vorsprung von 5:16 min reichte dem Ausreißertrio nicht, um alleine im Ortskern von Vitré anzukommen. Vier Kilometer vor dem Ziel war die Flucht zu Ende.
Den Sieg sicherte sich zum dritten Mal bei der diesjährigen Tour Robbie McEwen unter großer Mithilfe seines Teamkollegen Gert Steegmans, der den Sprint mustergültig für ihn anzog.

## Aufgaben
- 187 Fabio Sacchi – vor dem Start der Etappe, Bronchitis

## Zwischensprints
1. Zwischensprint in Villedieu-lès-Bailleul (46 km)
| Erster  | Benoît Vaugrenard | 6 P. und 6 s |
| Zweiter | Stéphane Augé     | 4 P. und 4 s |
| Dritter | Florent Brard     | 2 P. und 2 s |

2. Zwischensprint in Chantrigné (116,5 km)
| Erster  | Anthony Geslin   | 6 P. und 6 s |
| Zweiter | Florent Brard    | 4 P. und 4 s |
| Dritter | Magnus Bäckstedt | 2 P. und 2 s |

3. Zwischensprint in Juvigné (162,5 km)
| Erster  | Florent Brard    | 6 P. und 6 s |
| Zweiter | Anthony Geslin   | 4 P. und 4 s |
| Dritter | Magnus Bäckstedt | 2 P. und 2 s |

## Bergwertungen
Côte de la Hunière, Kategorie 3 (27,5 km)
| Erster  | Giuseppe Guerini   | 4 P. |
| Zweiter | David López García | 3 P. |
| Dritter | Jérôme Pineau      | 2 P. |
| Vierter | Juan Manuel Gárate | 1 P. |

- Siehe auch: Fahrerfeld